# Sweet Love (Chris-Brown-Lied)
Sweet Love ist ein Song des US-amerikanischen Sängers Chris Brown und die dritte Single aus seinem fünften Studioalbum Fortune. Das Lied wurde am 10. April 2012 als Single veröffentlicht.

## Inhalt und Komposition
Sweet Love ist ein sexuell beeinflusster R&B-Song (Tonight is the night that I change her life). Er wurde von Chris Brown, Cory Marks, Tommy Doyle, jr., Greg Curtis und Jamal Jones geschrieben. Es ist 3:19 lang.

## Musikvideo
Das Video zu Sweet Love wurde am 25. Mai 2012 veröffentlicht. Es zeigt Brown mit Frauen, die auf der Straße über Betten schweben. Danach steigt er in eine Stretchlimousine, um dann zu der nächsten Frau zu gehen.

## Erfolg

### Chartplatzierungen
| ChartsChartplatzierungen       | Höchstplatzierung | Wochen |
| ------------------------------ | ----------------- | ------ |
| Vereinigte Staaten (Billboard) | 89 (1 Wo.)        | 1      |

### Kritik
Das Lied wurde gemischt bewertet. Amy Sciaretto lobte die sexy R&B-Lyrics, mit denen Brown Rihanna zurückgewinnen könnte. Dementgegen bezeichnete Hazel Robinson das Lied als fade Ballade, die fast schon in ihrer eigenen Melodie untergehe.